# Tatjana Alexandrowna Hippius
Tatjana Alexandrowna Hippius (russisch Татьяна Александровна Гиппиус; * 24. November 1907 in Samara, Russisches Kaiserreich; † 30. Oktober 1997 in St. Petersburg, Russische Föderation) war eine russische Malerin.

## Leben
Der Vater Alexander Wassiljewitsch Hippius war ein Jurist baltendeutscher Abstammung, der später als Museumsführer und Bibliothekar arbeitete, die Mutter Julianija Ksenofontowna, geborene Perestoronina, war bäuerlicher Herkunft. Die Schwester Natalja Hippius wurde ebenfalls Malerin.
Tatjana Hippius studierte an der Künstlerisch-pädagogischen Hochschule in Perm von 1924 bis 1927 Grafik, am Künstlerich-technischen Institut (WCHUTEIN) in Moskau seit  1928  Malerei und am Institut für proletarische bildende Kunst in Leningrad seit 1930 in der Meisterklasse von Kusma Petrow-Wodkin. 1932 malte sie ihre Diplomarbeit. 
Danach wurde Tatjana Hippius mit ihrem Mann Wsewolod Iljitsch Brodski vom Leningrader Institut für Malerei, Architektur und Bildhauerei nach Karakalpakien in Usbekistan geschickt, um das dortige Leben in künstlerischen Werken darzustellen.
1936 kehrten beide nach Leningrad zurück und arbeiteten dort als Künstler.
Tatjana Hippius war Mitglied im Leningrader Zweig des Sowjetischen Künstlerverbandes (ЛОССХ).
Ende der 1940er Jahre zog sie sich von den gesellschaftlichen Aktivitäten zurück und malte auch nicht mehr.

## Künstlerisches Wirken
Tatjana Alexandrowna Hippius malte vor allem Gemälde, oft Landschaftsdarstellungen, auch Porträts, im realistischen Stil. Ihre Werke aus dem usbekischen Karakalpakien wurden 1935 in einer Einzelausstellung mit denen ihres Mannes Wsewolod Iljitsch Brodski in Moskau gezeigt.